# Silvius alpinus
Silvius alpinus ist eine Art aus der Familie der Bremsen (Tabanidae).

## Merkmale
Die Fliegen erreichen eine Körperlänge von 10,5 bis 13,5 Millimetern. Sie sind einfarbig gelb gefärbt. Die Facettenaugen sind bei den Männchen grün. Die Augen der Weibchen stoßen vorne aneinander, sind oben groß facettiert und sind oberseits rotbraun, im unteren Viertel dagegen dunkel. Der Kopf, das Mesonotum und das Schildchen (Scutellum) sind gelb behaart. Der Hinterleib trägt seitlich schwarze Haare. Die Flügel sind bei den Männchen an der Basis gelblich, bei den Weibchen sind die Adern R1 und R3 und der Rand der Analzelle rotgelb gefärbt, die übrigen Adern sind dunkel.

## Vorkommen und Lebensweise
Die Art kommt in Mittel- und Südeuropa vor. Man findet sie von Juli bis August an den Blüten von Korbblütlern.